# DC Nation
DC Nation är ett TV-block med animerade TV-program och kortfilmer baserade på figurer från DC Comics, som sänds på lördagmorgnar på Cartoon Network i USA. Blocket hade premiär den 3 mars 2012, och produceras av Warner Bros. Animation.
I blocket ingick till att börja med Gröna lyktan och Young Justice, samt ett antal kortfilmer som går under samlingsnamnet DC Nation Shorts, men sedan början av 2013 har Gröna Lyktan och Young Justice bytts ut mot Beware the Batman och Teen Titans Go!.
Den 13 oktober 2012 tillkännagav DC Nation via Facebook och Twitter att blocket, tillsammans med Gröna lyktan, Young Justice och DC Nation Shorts, var avbrutet, men det återupptogs igen i januari 2013.

## Program
| Nr | Program           | Premiär på DC Nation | Avslut       |
| -- | ----------------- | -------------------- | ------------ |
| 1  | Young Justice     | 3 mars 2012          | 16 mars 2013 |
| 2  | Gröna lyktan      | 3 mars 2012          | 16 mars 2013 |
| 3  | DC Nation Shorts  | 3 mars 2012          | i.u.         |
| 4  | Teen Titans Go!   | 23 april 2013        | i.u.         |
| 5  | Beware the Batman | 13 juli 2013         | i.u.         |